# Vincent Victor Dereere
Vincent Victor Dereere (Ostenda, 12 febbraio 1880 – Ostenda, 31 dicembre 1973) è stato un vescovo cattolico belga.

## Biografia
Nato a Ostenda, in Belgio, Vincent Victor Dereere venne ordinato sacerdote dell'Ordine dei Carmelitani scalzi il 17 giugno 1905.
Nominato vescovo di Quilon, in India, il 10 febbraio 1936 e consacrato il 17 maggio di quello stesso anno, il 1º luglio 1937 venne nominato vescovo di Trivandrum, carica che lasciò solo il 24 ottobre 1966 per sopraggiunti limiti di età, ottenendo contestualmente la nomina a vescovo titolare di Ibora.
Morì a Ostenda il 31 dicembre 1973.

## Genealogia episcopale e successione apostolica
La genealogia episcopale è:
- Cardinale Scipione Rebiba
- Cardinale Giulio Antonio Santori
- Cardinale Girolamo Bernerio, O.P.
- Arcivescovo Galeazzo Sanvitale
- Cardinale Ludovico Ludovisi
- Cardinale Luigi Caetani
- Cardinale Ulderico Carpegna
- Cardinale Paluzzo Paluzzi Altieri degli Albertoni
- Papa Benedetto XIII
- Papa Benedetto XIV
- Papa Clemente XIII
- Cardinale Marcantonio Colonna
- Cardinale Giacinto Sigismondo Gerdil, B.
- Cardinale Giulio Maria della Somaglia
- Cardinale Carlo Odescalchi, S.I.
- Cardinale Costantino Patrizi Naro
- Cardinale Lucido Maria Parocchi
- Papa Pio X
- Papa Benedetto XV
- Cardinale Willem Marinus van Rossum, C.SS.R.
- Arcivescovo Leo Peter Kierkels, C.P.
- Vescovo Vincent Victor Dereere, O.C.D.

La successione apostolica è:
- Vescovo Peter Bernard Pereira (1955)